# Фердинанд Фельнер
Фердина́нд Фе́льнер (нім. Ferdinand Fellner, 1847—1916) — австрійський архітектор, співвласник архітектурної фірми «Фельнер-Гельмер» у Відні. Фельнер і Гельмер побудували в 1872—1915 роках театри у стилі неоренесансу з елементами необароко в Центральній і Східній Європі, зокрема в Україні оперні театри в Одесі (1884—1887) і Чернівцях (1904—1905), готель «Жорж» у Львові.

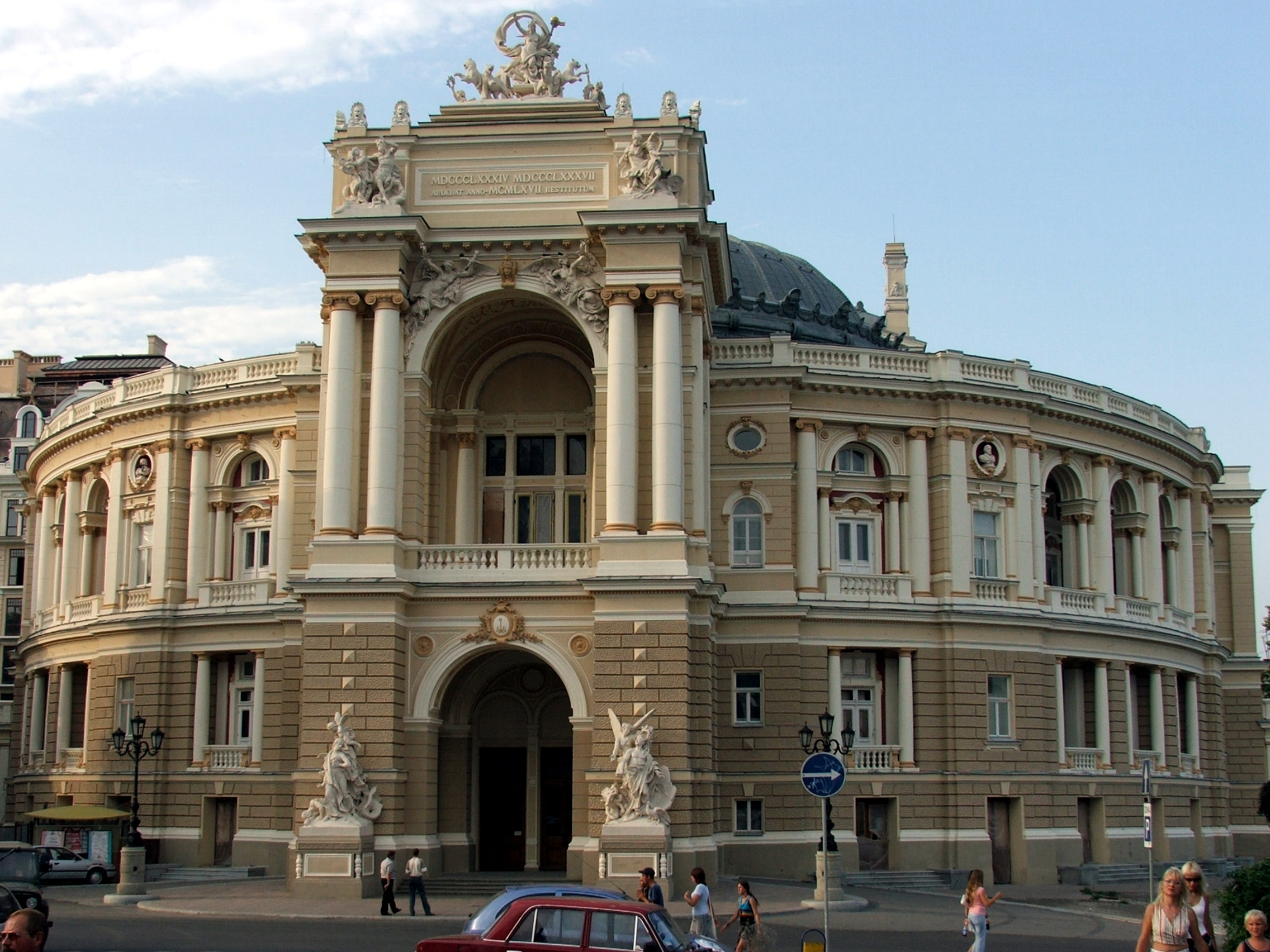
Одеська опера

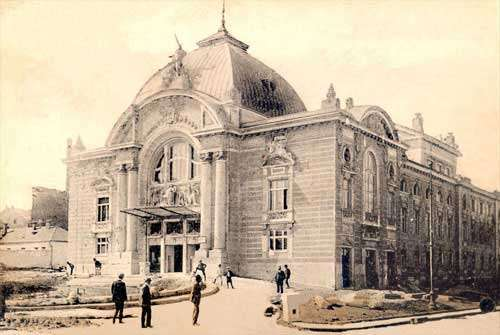
Чернівецька опера

Протягом 40 років за проектами та під доглядом архітекторів було споруджено 47 театрів, зокрема в Гамбурзі, Відні, Граці, Софії, Кечкемечі, Клужі, Зальбурзі, Фюрті, Одесі, Чернівцях, Цюриху, Торні.